# Cerodirphia quadricolor
Cerodirphia quadricolor är en fjärilsart som beskrevs av Walker 1865. Cerodirphia quadricolor ingår i släktet Cerodirphia och familjen påfågelsspinnare. Inga underarter finns listade i Catalogue of Life.